# Michelin Le Mans Cup 2021
Navigation
Édition précédente Édition suivante
Le Michelin Le Mans Cup 2021 est la sixième saison du Michelin Le Mans Cup. Elle a débuté le 17 avril à Barcelone et se terminera le 24 octobre à l'Portimão.
Les voitures de catégorie LMP3 et GT3 participent à ce championnat.

## Calendrier
Toutes les courses sont en support des manches du championnat European Le Mans Series, à l'exception de la manche du Road to Le Mans, qui fait partie du week-end des 24 Heures du Mans.
Le calendrier 2021 a été publié le 19 octobre 2020.
À la suite du changement de date des 24 Heures du Mans 2021 annoncé le 4 mars 2021, Le Road to Le Mans , initialement prévue du 11 juin et le 12 juin, a été décalé le 19 août et le 21 août. La manche devant se dérouler au Circuit Paul-Ricard, initialement prévue du 27 au 29 août, s'est déroulée du 4 juin au 6 juin
| N° | Date         | Course            | Circuit                            | Lieu          | Pays     |
| -- | ------------ | ----------------- | ---------------------------------- | ------------- | -------- |
| 1  | 17 avril     | Barcelone         | Circuit de Barcelone               | Montmeló      | Espagne  |
| 2  | 5 juin       | Le Castellet      | Circuit Paul-Ricard                | Le Castellet  | France   |
| 3  | 10 juillet   | Monza             | Autodromo Nazionale di Monza       | Monza         | Italie   |
| 4  | 19 & 21 août | Road To Le Mans   | Circuit des 24 Heures              | Le Mans       | France   |
| 5  | 18 septembre | Spa-Francorchamps | Circuit de Spa-Francorchamps       | Francorchamps | Belgique |
| 6  | 24 octobre   | Algarve           | Autódromo Internacional do Algarve | Portimão      | Portugal |

## Engagés

### LMP3
Toutes les voitures ont un moteur Nissan VK56 5,6 l V8 Atmo.
| No.  | Pays                       | Écurie                      | Voiture            | Pilotes                                                                                              | Pilotes                                                                                              | Pilotes                                                                                              |
| No.  | Pays                       | Écurie                      | Voiture            | Les chiffres entre parenthèses sont la ou les manches auxquelles le pilote ou l'écurie sont inscrits | Les chiffres entre parenthèses sont la ou les manches auxquelles le pilote ou l'écurie sont inscrits | Les chiffres entre parenthèses sont la ou les manches auxquelles le pilote ou l'écurie sont inscrits |
| LMP3 | LMP3                       | LMP3                        | LMP3               | LMP3                                                                                                 | LMP3                                                                                                 | LMP3                                                                                                 |
| ---- | -------------------------- | --------------------------- | ------------------ | --- | --- | --- |
| 1    |                            | DKR Engineering             | Duqueine M30 - D08 | Nathan Kumar (4)                                                                                     | Marcello Marateotto (4)                                                                              | |
| 3    | Jon Brownson (1, 3, 5)     | DKR Engineering             | Duqueine M30 - D08 | Dario Cangialosi (1, 3, 5)                                                                           | Kris Cools (2, 6)                                                                                    | |
| 3    | Francois Kirmann (2, 6)    | DKR Engineering             | Duqueine M30 - D08 | Jean Glorieux (4)                                                                                    | Laurents Hörr (4)                                                                                    | |
| 5    |                            | Phoenix Racing              | Ligier JS P320     | Hamza Owega (1–5)                                                                                    | Finn Gehrsitz (1–5)                                                                                  | Mathias Beche (6)                                                                                    |
| 5    | John Loggie (6)            | Phoenix Racing              | Ligier JS P320     | | | |
| 6    |                            | ANS Team JSE Managemet      | Ligier JS P320     | Jonathan Brossard (2–3, 6)                                                                           | Nicolas Schatz (2–3, 6)                                                                              | |
| 7    |                            | Nielsen Racing              | Ligier JS P320     | Colin Noble (Toutes)                                                                                 | Anthony Wells (Toutes)                                                                               | |
| 11   |                            | Wochenspiegel Team Monschau | Duqueine M30 - D08 | Leonard Weiss (Toutes)                                                                               | Torsten Kratz (Toutes)                                                                               | |
| 12   |                            | Black Falcon                | Ligier JS P320     | Donar Nils Munding (1–5)                                                                             | Maik Rosenberg (1–5)                                                                                 | |
| 14   |                            | RLR Msport                  | Ligier JS P320     | Malthe Jakobsen (4)                                                                                  | Michael Benham (4)                                                                                   | |
| 15   | Michael Benham (1–3)       | RLR Msport                  | Ligier JS P320     | Tommy Foster (1–3, 6)                                                                                | Alex Kapadia (4)                                                                                     | |
| 15   | Martin Rich (4)            | RLR Msport                  | Ligier JS P320     | Horst Felbermayr (6)                                                                                 | | |
| 16   |                            | Team Virage                 | Ligier JS P320     | Sacha Lehmann (Toutes)                                                                               | Julien Gerbi (1, 5)                                                                                  | Matthias Lüthen (2-4)                                                                                |
| 16   | Miguel Cristóvão (6)       | Team Virage                 | Ligier JS P320     | | | |
| 17   |                            | IDEC Sport                  | Ligier JS P320     | Dimitri Enjalbert (Toutes)                                                                           | Patrice Lafargue (Toutes)                                                                            | |
| 18   |                            | Mühlner Motorsport          | Duqueine M30 - D08 | Tom Dillmann (1)                                                                                     | Matthias Lüthen (1)                                                                                  | Ayla Ågren (en) (2)                                                                                  |
| 18   | Mathieu de Barbuat (2)     | Mühlner Motorsport          | Duqueine M30 - D08 | Dino Lunardi (3)                                                                                     | Francesco Zollo (3)                                                                                  | |
| 18   | Andres Latorre Canon (4-5) | Mühlner Motorsport          | Duqueine M30 - D08 | Garnet Patterson (4-5)                                                                               | James Allen (6)                                                                                      | |
| 18   | John Falb (6)              | Mühlner Motorsport          | Duqueine M30 - D08 | | | |
| 19   |                            | Cool Racing                 | Ligier JS P320     | Mathieu de Barbuat (4)                                                                               | Niklas Krütten (4)                                                                                   | |
| 20   |                            | Grainmarket Racing          | Duqueine M30 - D08 | Mark Crader                                                                                          | Alex Mortimer                                                                                        | |
| 21   |                            | Mühlner Motorsport          | Duqueine M30 - D08 | Erwin Creed (1-2)                                                                                    | Markus Pommer (1-2)                                                                                  | Jeroen Bleekemolen (3)                                                                               |
| 21   | Freddie Hunt (3)           | Mühlner Motorsport          | Duqueine M30 - D08 | Ugo de Wilde (4-6)                                                                                   | Moritz Kranz (4)                                                                                     | |
| 21   | Thorsten Jung (5)          | Mühlner Motorsport          | Duqueine M30 - D08 | Charles Crews (6)                                                                                    | | |
| 22   |                            | United Autosports           | Ligier JS P320     | Scott Andrews (Toutes)                                                                               | Gerald Kraut (Toutes)                                                                                | |
| 23   | Wayne Boyd (1–3, 5–6)      | United Autosports           | Ligier JS P320     | John Schauerman (Toutes)                                                                             | Duncan Tappy (4)                                                                                     | |
| 25   |                            | Racing Spirit of Léman      | Ligier JS P320     | Théo Chalal (1–5)                                                                                    | Jacques Wolff (Toutes)                                                                               | Antoine Jung (6)                                                                                     |
| 26   |                            | United Autosports           | Ligier JS P320     | James McGuire (4)                                                                                    | Guy Smith (4)                                                                                        | |
| 27   |                            | Nielsen Racing              | Ligier JS P320     | Nicholas Adcock (4)                                                                                  | Max Koebolt (4)                                                                                      | Andrew Ferguson (6)                                                                                  |
| 27   | Jeremy Ferguson (6)        | Nielsen Racing              | Ligier JS P320     | | | |
| 28   | Tristan Nunez (4)          | Nielsen Racing              | Ligier JS P320     | Steven Thomas (4)                                                                                    | | |
| 29   |                            | Revere Racing               | ADESS-03 Evo       | Simon Escallier (4)                                                                                  | John Falb (4)                                                                                        | |
| 30   |                            | Frikadelli Racing Team      | Ligier JS P320     | Klaus Abbelen (en) (3-5)                                                                             | Axcil Jefferies (3-5)                                                                                | |
| 31   |                            | AF Corse                    | Ligier JS P320     | Rui Águas (1–3, 5–6)                                                                                 | Kriton Lendoudis (1–3, 5–6)                                                                          | |
| 32   |                            | United Autosports           | Ligier JS P320     | Andy Meyrick (Toutes)                                                                                | Daniel Schneider (Toutes)                                                                            | |
| 33   |                            | CD Sport                    | Ligier JS P320     | Michael Jensen (Toutes)                                                                              | Adam Eteki (Toutes)                                                                                  | |
| 37   |                            | Cool Racing                 | Ligier JS P320     | Antoine Doquin (Toutes)                                                                              | Josh Skelton (Toutes)                                                                                | |
| 52   |                            | Racing Spirit of Léman      | Ligier JS P320     | Mathijs Bakker (4)                                                                                   | Tijmen van der Helm (4)                                                                              | |
| 55   |                            | Rinaldi Racing              | Duqueine M30 - D08 | Steve Parrow (Toutes)                                                                                | Dominik Schwager (en) (Toutes)                                                                       | |
| 56   |                            | R-Breizh Competition        | ADESS-03 Evo       | Simon Escallier (1)                                                                                  | Cedric Chapron (1)                                                                                   | |
| 60   |                            | Phoenix Racing              | Ligier JS P320     | Frank Kräling (5-6)                                                                                  | Connor De Phillippi (5-6)                                                                            | |
| 66   |                            | Rinaldi Racing              | Duqueine M30 - D08 | Alexander Mattschull (de) (Toutes)                                                                   | Nicolas Varrone (Toutes)                                                                             | |
| 69   |                            | Cool Racing                 | Ligier JS P320     | Maurice Smith (Toutes)                                                                               | Matthew Bell (Toutes)                                                                                | |
| 71   |                            | Team Virage                 | Ligier JS P320     | Garett Grist (1-5)                                                                                   | Rob Hodes (Toutes)                                                                                   | Mathis Poulet (6)                                                                                    |
| 73   |                            | TS Corse                    | Duqueine M30 - D08 | Pietro Peccenini (TOutes)                                                                            | Cian Noel Carey (Toutes)                                                                             | |
| 74   |                            | MV2S Racing                 | Ligier JS P320     | Christophe Cresp (de) (4)                                                                            | Sébastien Baud (4)                                                                                   | |
| 77   |                            | Team Thor                   | Ligier JS P320     | Auðunn Guðmundsson (Toutes)                                                                          | Tom Ashton (1–2, 4, 6)                                                                               | Anders Fjordbach (3, 5)                                                                              |
| 98   |                            | Motorsport98                | Ligier JS P320     | Eric De Doncker (en) (1–2, 4–5)                                                                      | Dino Lunardi (1–2, 4–5)                                                                              | |

### Voiture innovante
| 24 |  | H24 Racing | LMPH2G | Stéphane Richelmi (5-6) |

### GT3
| No. | Pays                            | Écurie                          | Voiture                      | Pilotes                                                                                              | Pilotes                                                                                              | Pilotes                                                                                              |
| No. | Pays                            | Écurie                          | Voiture                      | Les chiffres entre parenthèses sont la ou les manches auxquelles le pilote ou l'écurie sont inscrits | Les chiffres entre parenthèses sont la ou les manches auxquelles le pilote ou l'écurie sont inscrits | Les chiffres entre parenthèses sont la ou les manches auxquelles le pilote ou l'écurie sont inscrits |
| GT3 | GT3                             | GT3                             | GT3                          | GT3                                                                                                  | GT3                                                                                                  | GT3                                                                                                  |
| --- | ------------------------------- | ------------------------------- | ---------------------------- | --- | --- | --- |
| 2   |                                 | Pzoberer Zürichsee par TFT (en) | Porsche 911 GT3 R            | Nicolas Leutwiler (Toutes)                                                                           | Julien Andlauer (1, 3–6)                                                                             | Wolf Henzler (2)                                                                                     |
| 8   |                                 | Iron Lynx                       | Ferrari 488 GT3 Evo          | Rino Mastronardi (1–2)                                                                               | Paolo Ruberti (1, 3, 5–6)                                                                            | Logan Sargeant (2, 4)                                                                                |
| 8   | Gabriele Lancieri (en) (3, 5–6) | Iron Lynx                       | Ferrari 488 GT3 Evo          | Rory Penttinen (4)                                                                                   | | |
| 9   | Doriane Pin (Toutes)            | Iron Lynx                       | Ferrari 488 GT3 Evo          | Sarah Bovy (1–3)                                                                                     | Manuela Gostner (4-6)                                                                                | |
| 34  |                                 | ROFGO Racing avec Team WRT      | Audi R8 LMS Evo              | Benjamin Goethe (4)                                                                                  | Roald Goethe (4)                                                                                     | |
| 51  |                                 | AF Corse                        | Ferrari 488 GT3 Evo          | Kenji Abe (1–4)                                                                                      | Matteo Cressoni (1–3)                                                                                | Eddie Cheever III (en) (4)                                                                           |
| 61  | Franck Dezoteux (2)             | AF Corse                        | Ferrari 488 GT3 Evo          | Stephane Tribaudini (2)                                                                              | Gino Forgione (3-4)                                                                                  | |
| 61  | Andrea Montermini (3-4)         | AF Corse                        | Ferrari 488 GT3 Evo          | | | |
| 62  | Franck Dezoteux (4)             | AF Corse                        | Ferrari 488 GT3 Evo          | Stephane Tribaudini (4)                                                                              | | |
| 72  |                                 | Belgian Audi Club Team WRT      | Audi R8 LMS Evo              | Jean-Denis Delétraz (4)                                                                              | Charles Weerts (en) (4)                                                                              | |
| 83  |                                 | Racetivity                      | Mercedes-AMG GT3 Evo         | Emmanuel Collard (4)                                                                                 | Charles-Henri Samani (4)                                                                             | |
| 91  |                                 | Herberth Motorsport             | Porsche 911 GT3 R            | Ralf Bohn (de) (2)                                                                                   | Robert Renauer (de) (2)                                                                              | |
| 92  | Alfred Renauer (de) (2, 4)      | Herberth Motorsport             | Porsche 911 GT3 R            | Daniel Allemann (2)                                                                                  | Jürgen Häring (4)                                                                                    | |
| 93  |                                 | 10Q Racing Team                 | Mercedes-AMG GT3 Evo         | Kenneth Heyer (1)                                                                                    | Wim Spinoy (1)                                                                                       | |
| 95  |                                 | Oman Racing Team avec TF Sport  | Aston Martin Vantage AMR GT3 | Ahmad Al Harthy (4)                                                                                  | Michael Dinan (4)                                                                                    | |
| 97  |                                 | TF Sport                        | Aston Martin Vantage AMR GT3 | Ross Gunn (3)                                                                                        | Ben Keating (3)                                                                                      | |

## Résultats
Gras indique le vainqueur au général.
| Mc. | Mc. | Circuit     | Équipe vainqueure LMP3      | Équipe vainqueure GT3                | Résultats |
| Mc. | Mc. | Circuit     | Pilotes vainqueurs LMP3     | Pilotes vainqueurs GT3               | Résultats |
| --- | --- | ----------- | --------------------------- | ------------------------------------ | --------- |
| 1   | 1   | Barcelone   | n°15 RLR Msport             | n°2 Pzoberer Zürichsee par TFT (en)  | Résultats |
| 1   | 1   | Barcelone   | Michael Benham Tommy Foster | Julien Andlauer Nicolas Leutwiler    | Résultats |
| 2   | 2   | Paul Ricard | n°7 Nielsen Racing          | n°8 Iron Lynx                        | Résultats |
| 2   | 2   | Paul Ricard | Colin Noble Anthony Wells   | Rino Mastronardi Logan Sargeant      | Résultats |
| 3   | 3   | Monza       | n°22 United Autosports      | n°8 Iron Lynx                        | Résultats |
| 3   | 3   | Monza       | Scott Andrews Gerald Kraut  | Gabriele Lancieri (en) Paolo Ruberti | Résultats |
| 4   | C1  | Le Mans     | n°7 Nielsen Racing          | n°8 Iron Lynx                        | Résultats |
| 4   | C1  | Le Mans     | Colin Noble Anthony Wells   | Rory Penttinen Logan Sargeant        | Résultats |
| 4   | C2  | Le Mans     | n°21 Mühlner Motorsport     | n°2 Pzoberer Zürichsee par TFT (en)  | Résultats |
| 4   | C2  | Le Mans     | Ugo de Wilde Moritz Kranz   | Nicolas Leutwiler Julien Andlauer    | Résultats |
| 5   | 5   | Spa         | n°37 Cool Racing            | n°8 Iron Lynx                        | Résultats |
| 5   | 5   | Spa         | Antoine Doquin Josh Skelton | Gabriele Lancieri (en) Paolo Ruberti | Résultats |
| 6   | 6   | Algarve     | n°5 Phoenix Racing          | n°8 Iron Lynx                        | Résultats |
| 6   | 6   | Algarve     | Mathias Beche John Loggie   | Gabriele Lancieri (en) Paolo Ruberti | Résultats |

## Classement

### Attribution des points
| Système des points | Système des points | Système des points | Système des points | Système des points | Système des points | Système des points | Système des points | Système des points | Système des points | Système des points | Système des points | Système des points |
| Position           | 1er                | 2e                 | 3e                 | 4e                 | 5e                 | 6e                 | 7e                 | 8e                 | 9e                 | 10e                | Au-delà            | Pole position      |
| ------------------ | ------------------ | ------------------ | ------------------ | ------------------ | ------------------ | ------------------ | ------------------ | ------------------ | ------------------ | ------------------ | ------------------ | ------------------ |
| Points             | 25                 | 18                 | 15                 | 12                 | 10                 | 8                  | 6                  | 4                  | 2                  | 1                  | 0.5                | 1                  |
| Le Mans            | 15                 | 9                  | 7                  | 6                  | 5                  | 4                  | 3                  | 2                  | 1                  | 0.5                | 0.5                | 1                  |

### Championnat des pilotes
Seules les 10 premières places sont affichées ici (18 pilotes), au total 55 pilotes ont été classés.